# Remi Audenaert
Remi Pharailde Jozef Audenaert (Sint-Gillis-Waas, 3 september 1947) is een Belgische politicus voor de CD&V. Hij was burgemeester van Sint-Gillis-Waas.

## Levensloop
Audenaert, afkomstig van Sint-Pauwels, werd in 1982 voor het eerst verkozen tot gemeenteraadslid van Sint-Gillis-Waas. In 1993 werd hij schepen. Hij bleef dit tot hij begin 2006 Willy De Rudder opvolgde als burgemeester. Eind 2014 nam hij ontslag en werd hij voorzitter van de gemeenteraad. Hij werd als burgemeester vervangen door Chris Lippens.
Audenaert was leraar aan de Broederschool in Sint-Niklaas.